# Сосницький Іван Іванович
Іван Іванович Сосницький (18 лютого (1 березня) 1794,  Санкт-Петербург — 24 січня 1871 або 5 січня 1872, там само) — театральний актор.
Народився в сім'ї бідного шляхтича, який був вивезений з Польщі графом Ільїнським і все життя пропрацював в театрі капельдинером. Мати (уроджена Пущина) була за походженням росіянка.
Івана віддали в театральне училище з 6 років і вже в 13 років він виступав на великій сцені.
Закінчив Петербурзьке театральне училище (педагоги — І. А. Дмитревський і Ш. Л. Дідло). Студентом виступав на сцені Петербурзького імператорського театру (в балеті «Медея і Язон», в трагедії «Пожарський» Крюківського — роль сина Пожарського, юному акторові було 13 років).
Серед драматичних артистів славився як чудовий танцюрист і на початку своєї діяльності викладав мазурку в багатих аристократичних будинках. Після закінчення училища (1811) грав в так званій «Молодий трупі» О. О. Шаховського та на сцені Петербурзького імператорського театру; в 1812 році був зарахований до трупи імператорського театру на амплуа коханців і молодих гульвіс.
Займався педагогічною діяльністю. Серед його учнів — В. М. Асенкова, Самойлова 1-а, Самойлова 2-а.